# 31134 Zurria
31134 Zurria este un asteroid din centura principală de asteroizi.

## Descriere
31134 Zurria este un asteroid din centura principală de asteroizi. A fost descoperit pe 27 septembrie 1997 la Observatorul San Vittore din Bologna. Asteroidul prezintă o orbită caracterizată de o semiaxă mare de 2,41 ua, o excentricitate de 0,12 și o înclinație de 3,6° în raport cu ecliptica.